# Calophyllaceae
Calophyllaceae is een botanische naam, voor een familie van tweezaadlobbige planten. Een familie onder deze naam wordt zelden erkend door systemen voor plantentaxonomie, maar recentelijk wel door de APWebsite [27 juli 2009] en het APG III-systeem (2009).
Het gaat dan om een niet al te kleine familie van enkele honderden soorten. Het Cronquist-systeem (1981), het APG-systeem (1998) en het APG II-systeem (2003) erkenden deze familie niet en plaatsten deze planten in de Clusiafamilie (Clusiaceae).